# 甘露山站
甘露山站位于湖北省武汉市黄陂区王家河街道，是麻武铁路上的车站。建于1996年。现为四等站。客运办理旅客乘降;行李、包裹托运;不办理货运营业。
车站设有1条长850米的正线、2条分别长914米和893米到发线，同时设有一座长410米、宽9米、高0.7米的旅客站台。站房设有候车室64平方米、售票室10平方米、行李房19平方米。